# Masca lui Tlaloc sau Quetzalcoatl

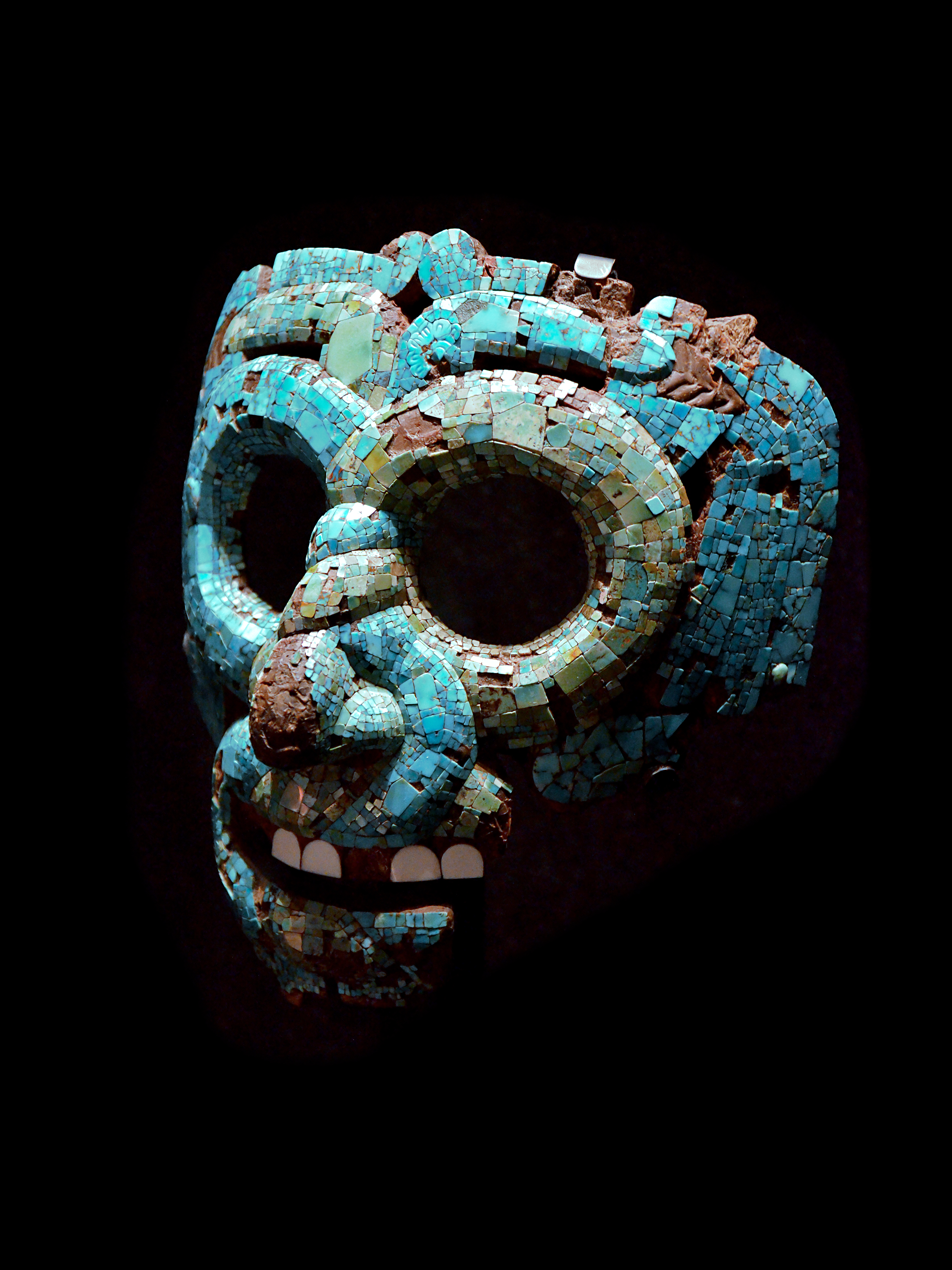
Masca lui Tlaloc sau Quetzalcoatl este expusă la British Museum din Londra, Anglia

Se crede că masca asta l-ar reprezenta pe zeul aztec al ploii, Tlaloc, sau pe zeul Quetzalcoatl, ambii fiind asociați cu șerpii. Masca este formată din doi șerpi interconectați și bucle, lucrate în mozaicuri de turcoaz;  un șarpe în verde și celălalt în albastru, ei răsucindu-se pe față și în jurul ochilor, amestecându-se peste nas. Dinții sunt făcuți din scoici.
Călugărul spaniol Bernardino de Sahagún, descrie, scriind în secolul al XVI-lea despre o mască ca asta. Ea a fost dăruită de Montezuma al II-lea căpitanului spaniol Hernán Cortés. În conformitate cu descrierea lui Sahagún, masca era purtată cu o coroană frumoasă de pene, lungi, verzui și albastru iridescent, de quetzal (o pasăre care trăiește în pădurile tropicale).

## Posibilitatea să fieQuetzalcoatl
Chiar dacă și Tlaloc era reprezentat uneori reprezentat cu șerpi care se răsucesc pe fața sa, penele indică că ar fi de fapt vorba despre Quetzalcoatl. Cea mai veche  reprezentare a lui Quetzalcoatl sub forma unui șarpe cu pene e din Teotihuacan, în centrul Mexicului, pe fațada unui templu. Mozaicurile verzi și albastre de turcoaz ar putea să reprezinte apa și vegetația care ar crește în jurul ei, ambele aspecte fiind asociate cu Tlaloc. 
Găurile mari ale măștii indică faptul că ea chiar ar fi fost purtată. Preotul care îl slujea pe Tlaloc în Templo Mayor de la Tenochtitlan era cunoscut ca Quetzalcoatl Tlaloc Tlamacazqui. E posibil ca el să o fi purtat în timpul ritualurilor.

## Posibilitatea să fieTlaloc
Ochii realizați de șerpii care se răsucesc sunt tipici lui Tlaloc. Sprancenele se îndoaie ca cele două cozi ale șerpilor. În Mesoamerica, actul ăsta de procreație a fost observat și adaptat, atât vizual cât și metaforic, ca să reprezinte feritiliutatea ploii trimise de Tlaloc.

## Galerie

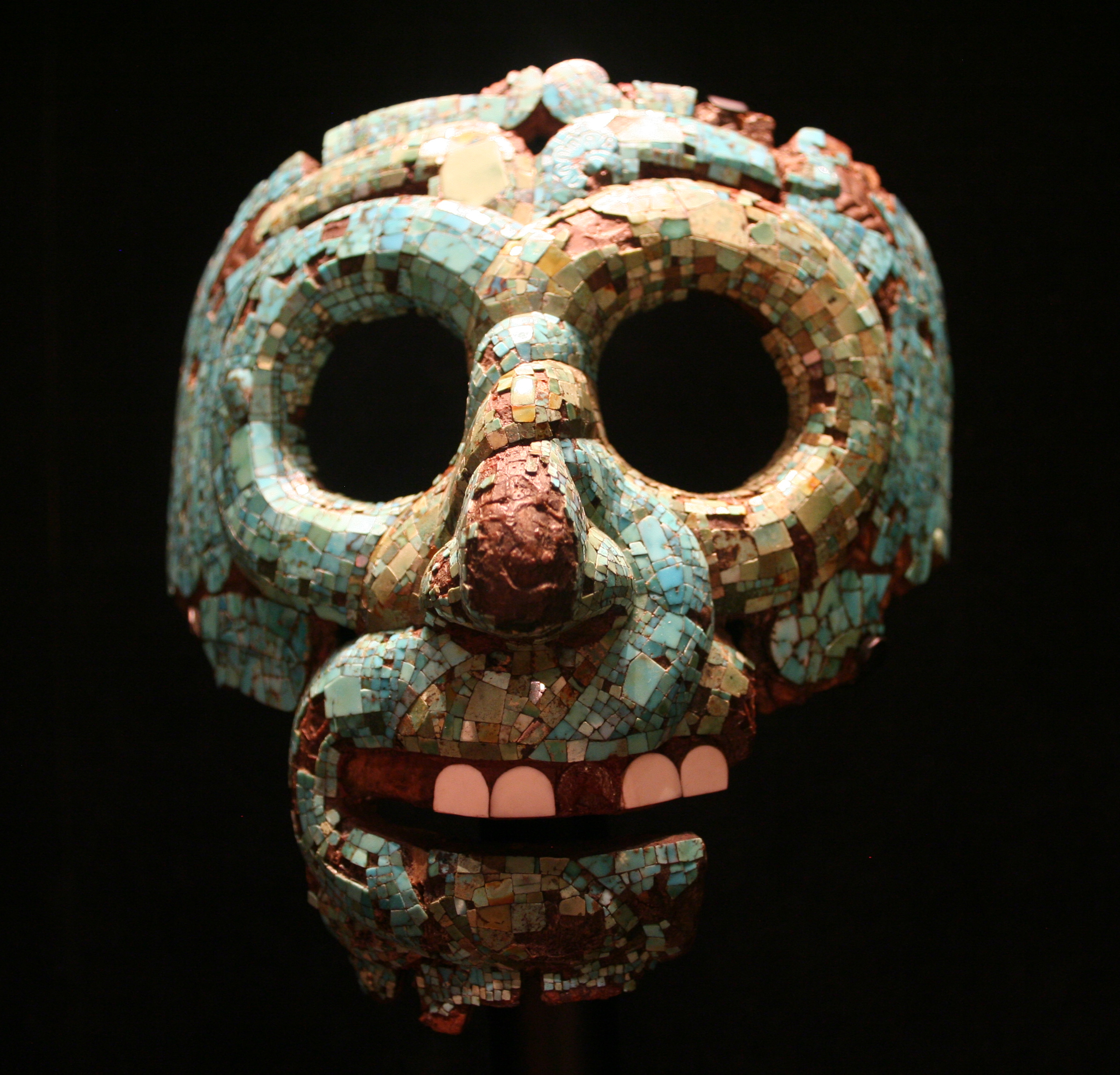
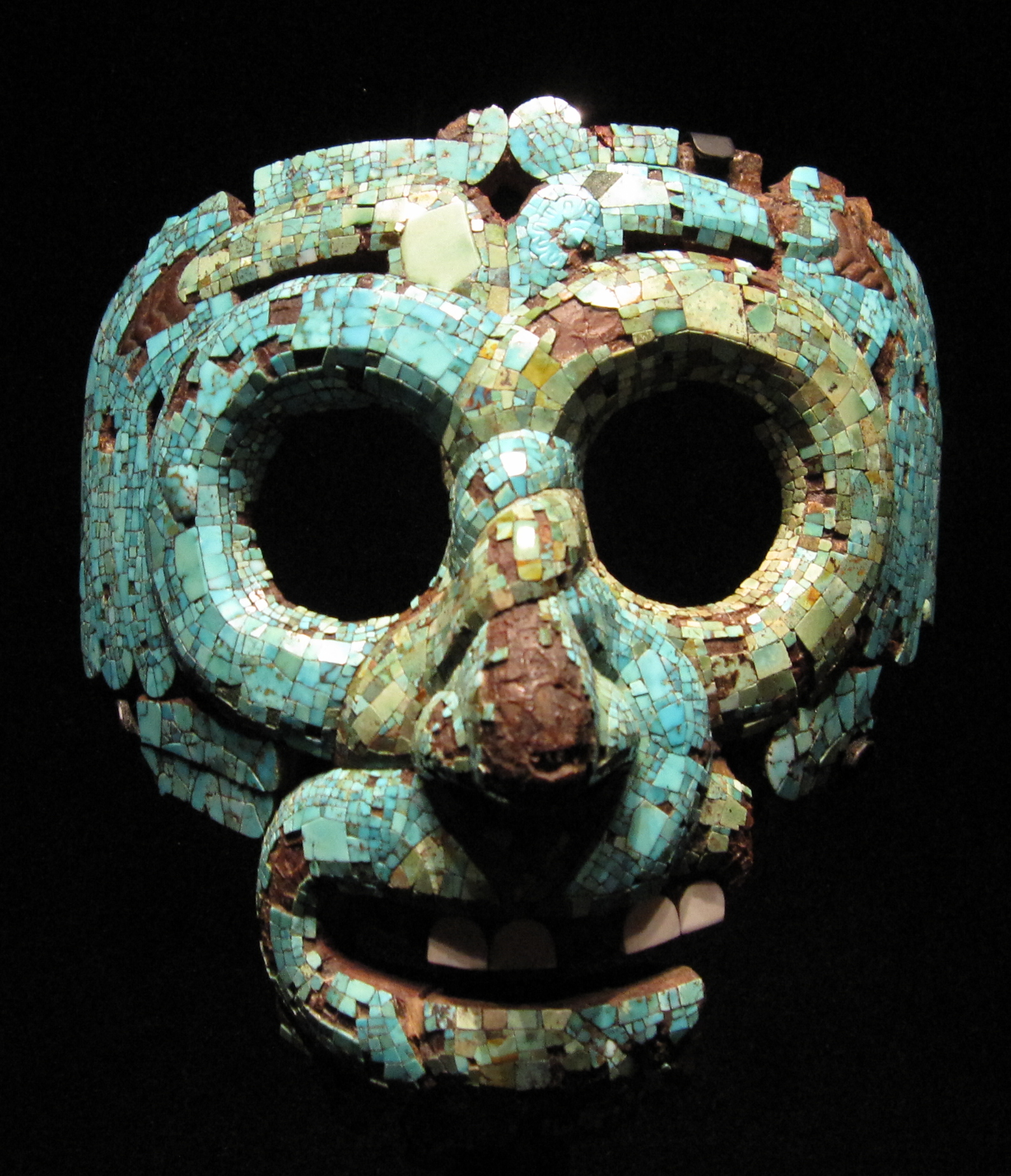
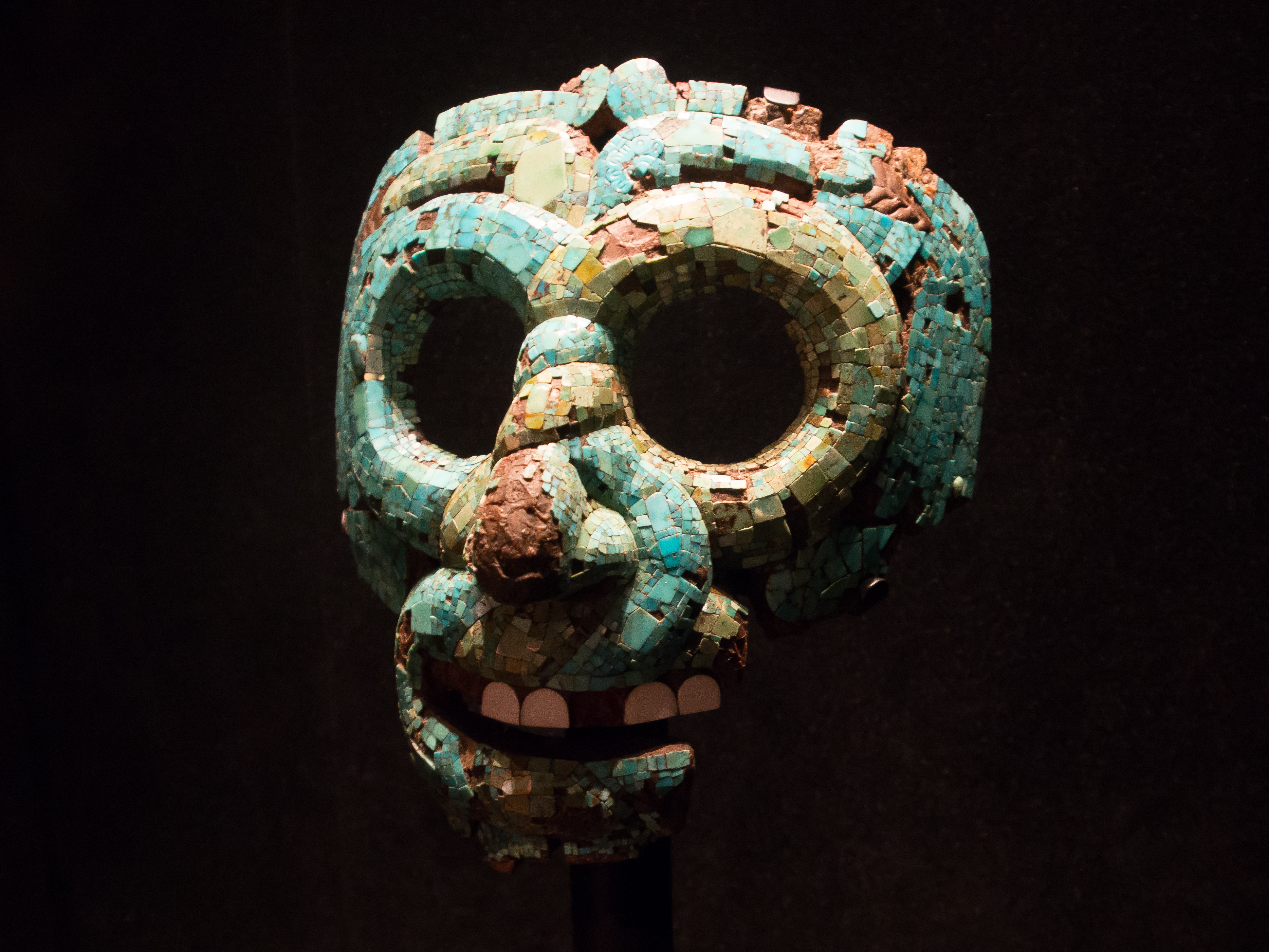
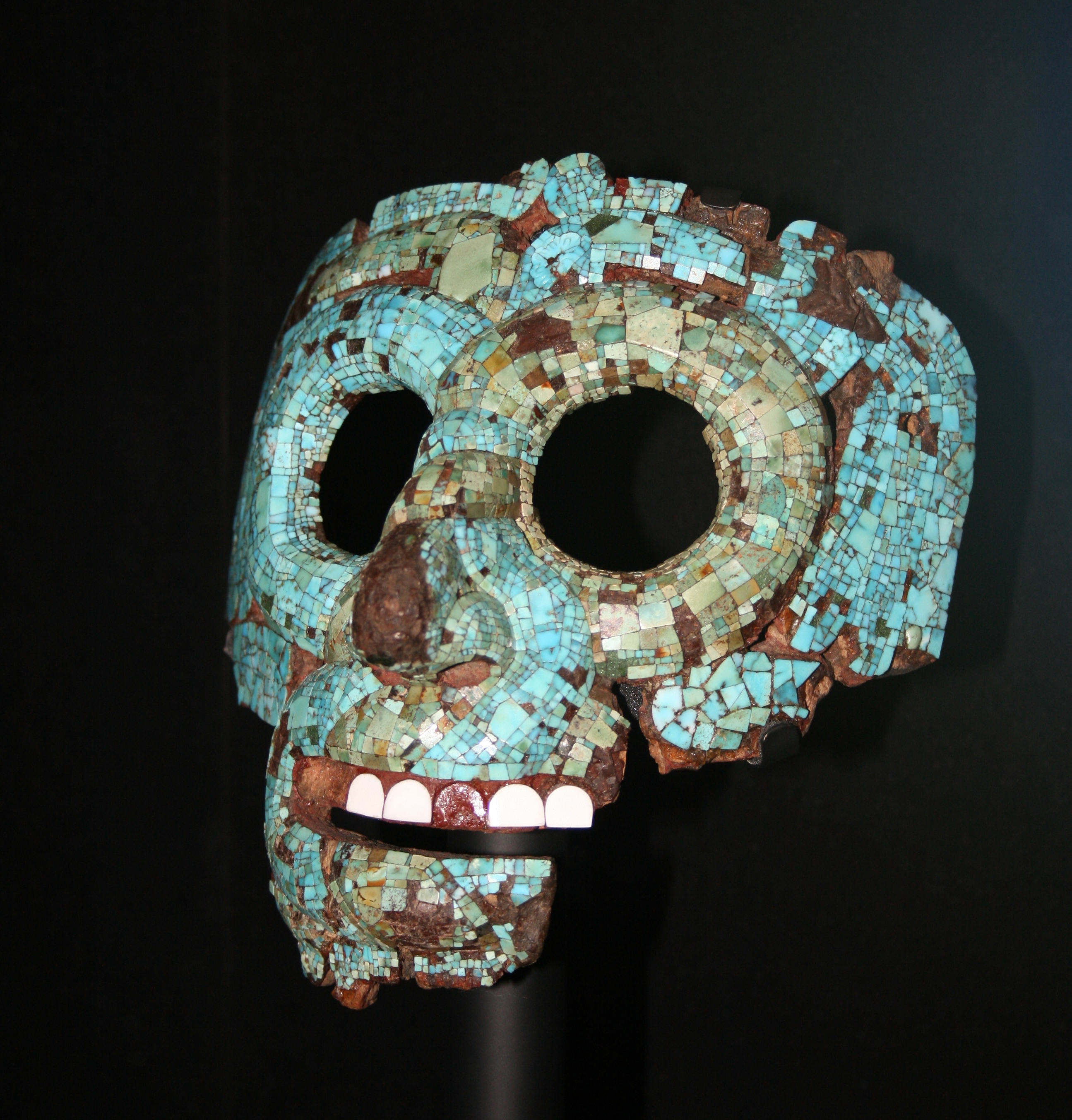
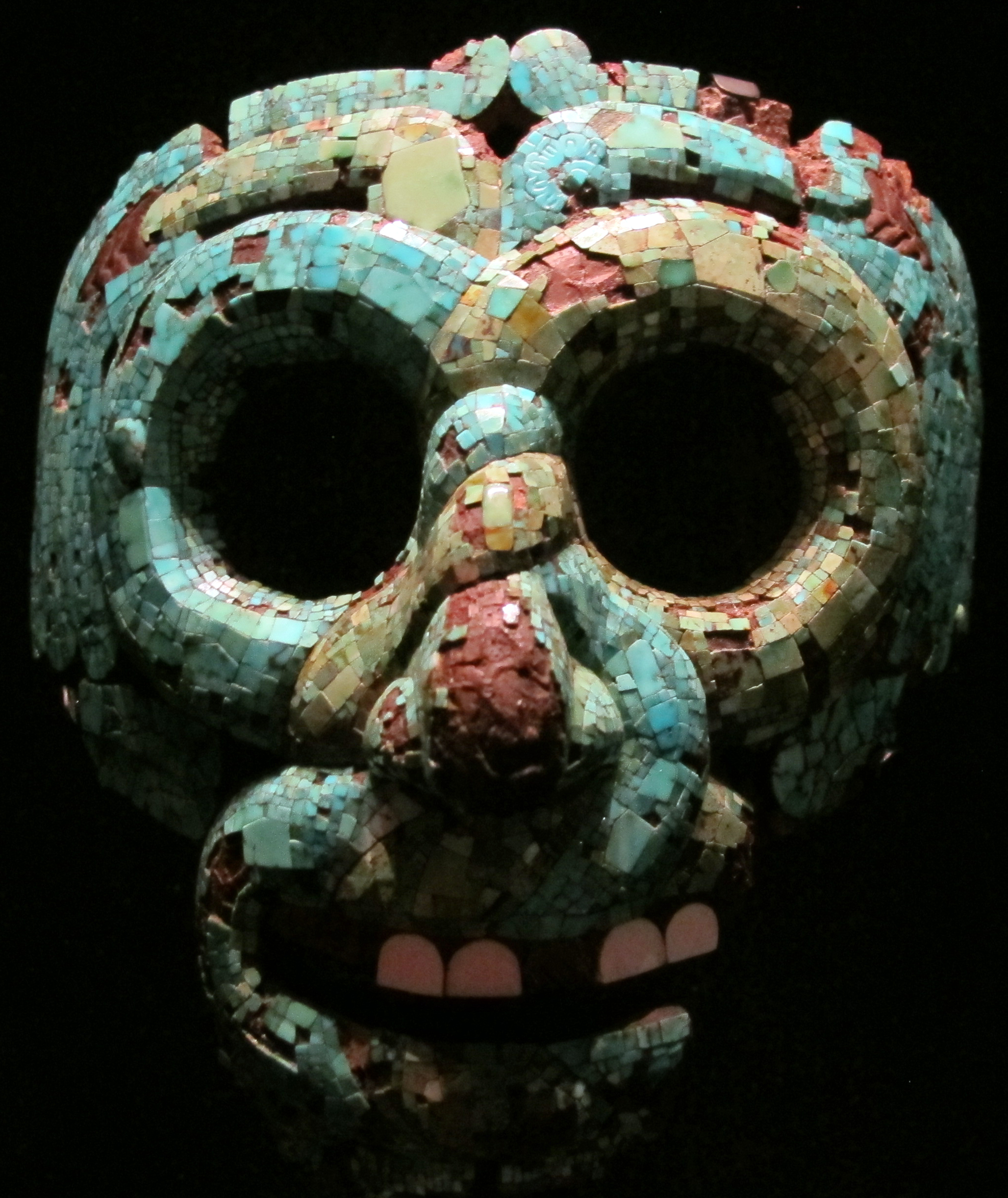
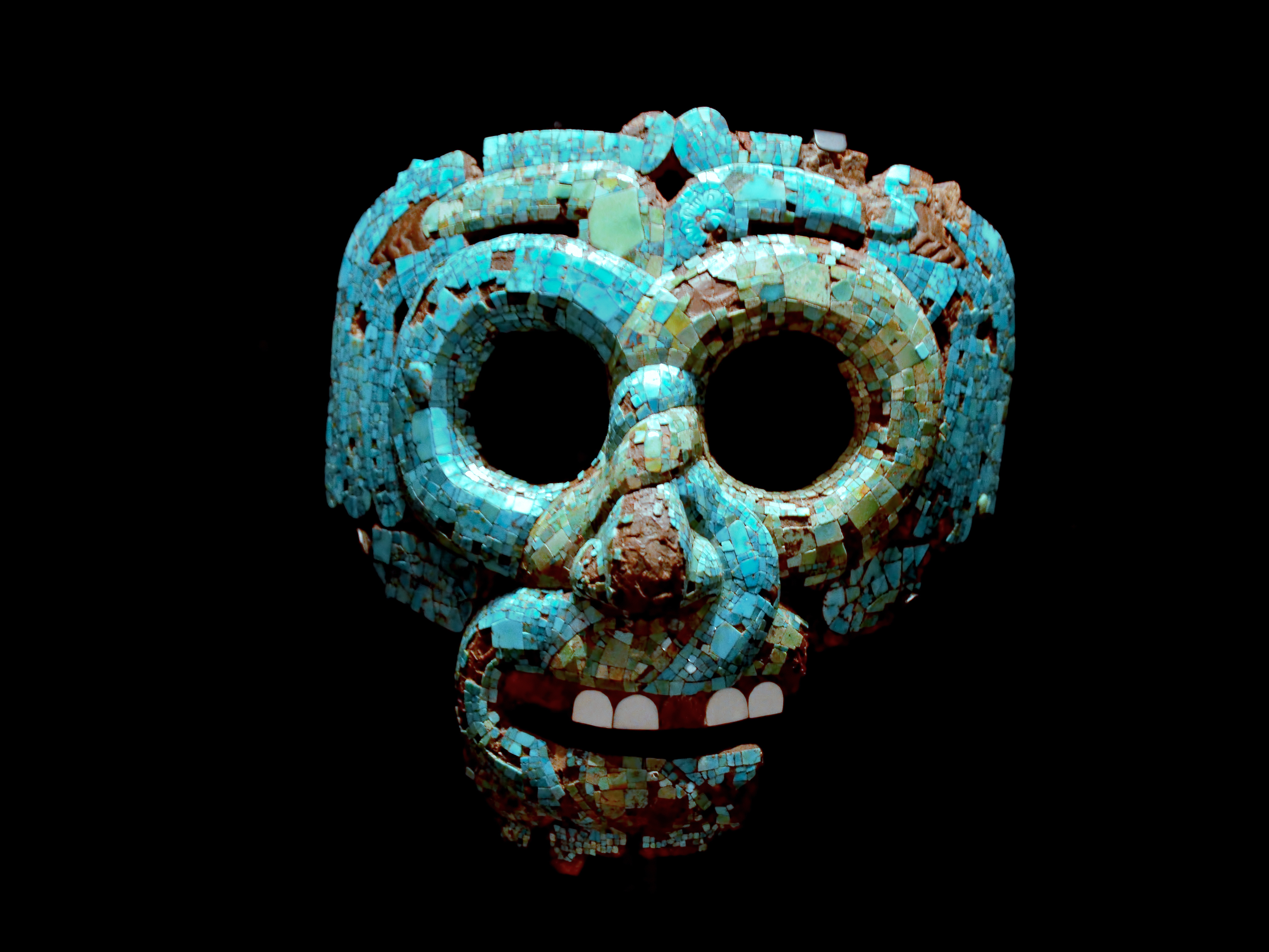